# جوليان نغويي
جوليان نغويي (بالهولندية: Julien Ngoy) هو لاعب كرة قدم بلجيكي في مركز الهجوم، ولد في 2 نوفمبر 1997 في أنتويرب في بلجيكا. لعب مع نادي يوبين.

## وصلات خارجية
- جوليان نغويي على موقع الاتحاد الأوربي (الإنجليزية)
- جوليان نغويي على موقع الاتحاد البلجيكي (الإنجليزية)
- جوليان نغويي على موقع قاعدة بيانات كرة القدم.إي يو (الإنجليزية)
- جوليان نغويي على موقع Soccerbase.com (لاعب) (الإنجليزية)
- جوليان نغويي على موقع Soccerway.com (الإنجليزية)
- جوليان نغويي على موقع عالم كرة القدم.نت (الإنجليزية)
- جوليان نغويي على موقع AS.com (الإسبانية)